# Limonia luteipostica
Limonia luteipostica är en tvåvingeart som beskrevs av Alexander 1965. Limonia luteipostica ingår i släktet Limonia och familjen småharkrankar. Inga underarter finns listade i Catalogue of Life.